# Rodion Markovits
Rodion Markovits (n. Markovitz Jakab, n. 15 iulie 1884, Gherța Mică, România – d. 27 august 1948, Timișoara, România) a fost un scriitor, jurnalist, activist și avocat român de origine maghiară-evreiască, unul dintre contribuitorii moderniști la literatura maghiaro-transilvăneană. Ca om politic, a susținut relațiile de prietenie dintre comunitățile române, maghiare și evreiești din Transilvania.